# Nihonbashi-ku (Tokio)
Nihonbashi (jap. 日本橋区 Nihonbashi-ku, alternative Romanisierung Nihombashi-ku) war ein Bezirk (-ku) der Stadt (-shi) Tokio in der alten Präfektur (-fu) Tokio.
Eingerichtet wurde der Bezirk wie die übrigen 14 Bezirke/Stadtkreise Tokios mit dem gun-ku-chō-son-hensei-hō (郡区町村編制法, „Gesetz über die Organisation von Landkreisen, „Bezirken“/Stadtkreisen, Städten und Dörfern“), eines der „drei neuen Regionalgesetze“ (地方三新法, chihō san shin-hō), die 1878 von der Meiji-Regierung (Dajōkan) erlassen wurden. Er wurde Teil der von 1889 bis 1943 bestehenden Stadt Tokio und wurde 1947 mit dem alten Stadtbezirk Kyōbashi zum „Sonderbezirk“ Chūō („Mitte“) zusammengelegt.
Der Bezirk Nihonbashi umfasste die heutigen Stadtteile Yaesu 1-chōme, Nihonbashi, wo auch die namensgebende Brücke steht, und die östlich und nordöstlich davon gelegenen Gebiete, zusammen etwa die nördliche Hälfte des heutigen Chūō. Die Bezirksverwaltung befand sich im heutigen Nihonbashi-Kakigarachō.